# Ortolf von Weißeneck
Ortolf von Weißeneck (* um 1300; † 12. August 1365 in Salzburg) war ein Salzburger Erzbischof im 14. Jahrhundert, und erster Regent, der den Titel Fürsterzbischof (lateinisch archiepiscopus et princeps) führte.

## Leben
Ortolf stammt aus einer Ministerialenfamilie aus Kärnten mit ihrem Stammsitz östlich von Völkermarkt. Ortolf hielt an der österreichfreundlichen Haltung seines Vorgängers fest, während Bayern durch die lang andauernden Auseinandersetzung der sechs Söhne von Bayernherzog Ludwig dem Bayer geschwächt war.
Von Ortolf wurde auch die lange und strategisch klug geplante Übertragung der Herrschaftsrechte der Bayern in Tirol an die Habsburger mit geplant, die damit im Süden einen weiteren Gebietsverlust hinnehmen mussten. An der Schlacht bei Ötting zwischen Bayern und Österreich waren Salzburger Verbände auf Seiten Österreichs maßgeblich beteiligt. Im Salzburggau (Rupertiwinkel und Flachau) kam es allerdings durch bayrische Einfälle zu schweren Verwüstungen. Über seinen Bruder Ulrich, Gegenbischof in Gurk, dann anerkannter Bischof in Seckau, betrieb er auch Hausmachtpolitik. Mit der Vorherrschaft der Österreichs in dem süddeutschen Raum wurde aber auch eine eigenständige Politik Salzburgs immer weiter eingeengt, einzig sein unmittelbarer Nachfolger konnte sich noch als eigenständiger Regent hervortun.
Ortolf starb am 12. August 1365 und ist im Salzburger Dom vor dem Dreifaltigkeitsaltar begraben.